# گیوم پلسیس
گیوم پلسیس (انگلیسی: Guillaume Plessis؛ زادهٔ ۱۶ ژانویهٔ ۱۹۸۵) بازیکن فوتبال اهل فرانسه است.
از باشگاه‌هایی که در آن بازی کرده‌است می‌توان به باشگاه فوتبال آ. ا. ک آتن، باشگاه فوتبال لانس، باشگاه فوتبال کلرمون فوت، و باشگاه فوتبال اورتون اشاره کرد.